# 札克斯·菲爾
札克斯·菲爾為電子遊戲《最終幻想VII》中的虛構角色，為該作品主角克勞德·史特萊夫的前輩兼好友。而札克斯在《核心危機：最終幻想VII》中擔任遊戲主角。2013年在Complex雜誌評選50位電子遊戲中最偉大的戰士排名裡佔第六位。

## 人物

### 外表和性格
《核心危機》的主角。因最初時是「神羅集團」的神羅戰士（Soldier）2nd，所以穿著紫色的戰士裝。特徵是黑色短髮，中分的瀏海，藍色瞳孔，左耳鑲有耳環，身材結實，在後期髮型會改留為前方蓄著一根長瀏海的模樣，頭髮稍長，而左臉頰還多了道十字傷疤。在故事途中因受負責人拉薩德（ラザード）認可而升級成為1st（衣裝改為黑色）。性格十分好動，活潑，善於與他人相處，一心想成大事，2nd時還曾說自己的夢想並不是要升級成為1st，而是想成為一個像賽菲羅斯的「英雄」，此外還有著「路見不平，拔刀相助」的習慣。對性格內向、還是小兵的克勞德不時給予鼓勵。
戰鬥結束（勝利）後會有將刀先旋轉後再收回身後的習慣。在故事中認識了本作女主角艾莉絲·蓋恩茲博羅，與之有著友達以上，戀人未滿的關係。此外札克斯在故事中擊敗將軍坦克（ジェネラルタンク）時好友希絲妮（シスネ）曾告訴他札克斯也有自己的粉絲俱樂部「黑色衣裝」，人數似乎有超過100000人之多，最後因經費困難而解散，解散後沒多久札克斯便因故戰死。
年齡：23歲（死亡年齡）、身高：185cm、生日：不明、血型：O型、出生地：貢加加

### 身世和經歷
故事一開始札克斯的好友（前輩）安吉爾·修雷讓札克斯進行神羅的模擬訓練，札克斯成功使模擬訓練中的一輛被偽裝神羅士兵的五臺兵佔據的列車引導至魔晄爐第一站，後前往廣場擊敗了一隻怪物。但卻被突然出現於身後的賽菲羅斯（虛構）以武力壓制，在安吉爾即時趕到後才化解了危機，後札克斯對前者的一句「戰士應該要抱持著夢想（夢を持て）」而感到不解。
和安吉爾一同參與過五臺的作戰，立下汗馬功勞，但最後被無視了（因為功勞被賽菲羅斯完全奪走了）。因安吉爾在五臺戰鬥後失蹤，使得神羅開始追殺他，這讓札克斯感到相當難以接受。在和曾（ツォン）一起到巴諾拉村調查，並遇見失蹤的安吉爾與被通緝的傑尼希斯·拉普索道斯，三人之間的糾紛就此展開。但在莫迪歐海姆事件中，被迫與安吉爾對戰，最後戰勝了安吉爾，繼承了他的「毀滅劍（Buster Sword）」，並因此傷心了好幾天。
然後改變了髮型，左臉頰多了十字傷疤（此開始改以毀滅劍戰鬥），之後經常和賽菲羅斯一起出任務。然後故事去到尼福爾海姆，札克斯因為和反叛的賽菲羅斯戰鬥而陷入瀕死狀態下，被寶條帶走。五年後，札克斯在昏迷中醒過來，之後札克斯在訣別之扉中和傑尼希斯展開決戰，經過一番苦戰後終於獲勝。原本帶同朋友克勞德回米德加與艾莉絲見面，但是心願未了，就退下了舞台了。
因為帶著昏迷不醒的克勞德，而無法順利逃脫神羅的追擊，最後獨自和神羅軍對抗，因寡不敵眾而戰死在米德加野外。回到星球中。死前把手中的「毀滅劍」交給克勞德，說克勞德是他存活的證明。並吩咐他要把他的一份都活下去。克勞德離去後天空的雨停止並降下陽光和羽毛，便帶著微笑離開人世，斷氣前鬆了口氣地認為自己終於成為英雄了。

### 身後影響
札克斯死後意識仍存在生命之流中。在《降臨之子》中札克斯（精神體）出現在克勞德精神世界中，並勉勵克勞德，叫他不要忘他是札克斯活著的証明，克勞德再次站起來和賽菲羅斯戰鬥。在全劇的最後札克斯和艾莉絲一起出現在克勞德眼前（其他人並不知道），兩人便帶著笑容離去，讓克勞德知道自己並不是一個人。

## 武器
札克斯初期以神羅的士兵劍作為武器。
- 毀滅劍（Buster Sword）

札克斯在故事後期武器，是由安吉爾死前所託付繼承的。外型呈斬首大刀，刀身有兩個中空的洞，沒有護手。現為札克斯的遺物（交給克勞德）。
另譯為「破壞劍」

## 登場過的作品
- 遊戲-最终幻想VII
- 遊戲-核心危機 -最終幻想VII-
- 電影-最終幻想VII 降臨之子
- 遊戲-王國之心 夢中降生
- 遊戲-鬥魂（エアガイツ）
- 遊戲-最終幻想 節奏劇場
- OVA-最终命令 -最终幻想VII-
- 遊戲-最终幻想VII 重製版